# Orectochilini
Enhydrini là một tông bọ cánh cứng trong họ Gyrinidae. tông này được miêu tả khoa học năm 1882 bởi Régimbart.

## Chi
Tông này gồm cá chi:
- Gyretes Brullé, 1835
- Orectochilus Dejean, 1833
- Orectogyrus Régimbart, 1884